# Retracker
Ein Retracker (auch manchmal als Pseudotracker bezeichnet) ist eine Technologie zur Optimierung des BitTorrent-Datenverkehrsaustauschs innerhalb lokaler Netzwerke (LANs). Ein Retracker ermöglicht direkte Verbindungen über das BitTorrent-Protokoll zwischen Abonnenten desselben Internetdienstanbieters (ISP) (oder mehrerer ISPs mit Vereinbarungen zum Austausch von lokalem Datenverkehr), wobei jeder Abonnent eine interne (lokale) IP-Adresse verwendet. Technisch gesehen ist ein Retracker ein sehr einfacher BitTorrent-Tracker, typischerweise anonym, der innerhalb des Adressraums des lokalen Netzwerks eines ISPs betrieben wird. Die Verwendung eines Retrackers ermöglicht es Peers, Datenverkehr mit höheren Geschwindigkeiten über die interne Adressierung des lokalen Netzwerks des Anbieters auszutauschen, da der Zugriff auf das lokale Netzwerk bei vielen russischen ISPs mit einer höheren Geschwindigkeit als der Internetzugang gestattet ist. Darüber hinaus reduziert die Verwendung eines Retrackers die Last auf Backbone-Leitungen, da die Abonnenten nicht dieselben Daten separat herunterladen müssen.
Damit ein BitTorrent-Client die Vorteile eines Retrackers nutzen kann, muss die Announce-URL des Retrackers zur Liste der Announce-URLs des Torrents hinzugefügt werden. Einige Tracker tun dies automatisch und fügen die Adressen autorisierter Retracker basierend auf einer Analyse der IP-Adresse des Benutzers hinzu. In anderen Fällen müssen Benutzer die Announce-URL des Retrackers selbst oder mithilfe spezieller Programme, sogenannter Torrent-Patcher, zu den .torrent-Dateien hinzufügen. Einige ISPs (siehe unten) versuchen, transparente Proxys zu installieren, die HTTP-Anfragen an populäre Tracker abfangen. Ein solcher Proxy modifiziert .torrent-Dateien während des Downloads und fügt ihnen einen lokalen Retracker hinzu. Zusätzlich fügen einige Tracker die Adresse "retracker.local" zu allen .torrent-Dateien hinzu, die dann von den DNS-Servern des ISPs zur IP-Adresse eines aktiven Retrackers aufgelöst wird. Es existieren auch andere Lösungen für das Problem des lokalen BitTorrent-Datenverkehrsaustauschs.
Es ist wichtig, Retracker nicht mit regulären lokalen Trackern für LANs zu verwechseln. Ein Retracker zielt nicht darauf ab, den Austausch von .torrent-Dateien zu erleichtern, sie zu organisieren, die Suche zu ermöglichen usw. Ein Retracker dient ausschließlich dazu, die Geschwindigkeit des Datenaustauschs zwischen Peers zu erhöhen.
Es sollte beachtet werden, dass Retracker-Unterstützung nur in multitracker-fähigen BitTorrent-Clients wie µTorrent möglich ist. Torrent-Clients, die keine Multitracker-Funktionalität unterstützen, wie z. B. Vuze, kontaktieren nur den ersten Tracker, der antwortet; somit wird der Retracker entweder nicht genutzt oder nur er wird genutzt.

## Geschichte der Retracker
Am 24. August 2007 wurde die Idee eines Retrackers von einem Abonnenten unter dem Pseudonym unxed im Netzwerk von Corbina Telecom (Sankt Petersburg) beschrieben und implementiert. Am 21. September 2007 trat die Administration des Trackers rutracker.org mit einer ähnlichen Initiative hervor. Die Administration von rutracker.org äußerte sich jedoch äußerst kritisch zu Versuchen von Benutzern lokaler Netzwerke, eigene Retracker zu organisieren, und schlug eine eigene zentralisierte Installation von Retrackern auf technischen Plattformen der ISPs vor. Der erste Retracker von rutracker.org nahm am 5. Februar 2008 im Peering-Bereich des TiERA-Heimnetzwerks in Sankt Petersburg den Betrieb auf.
Der Ansatz von rutracker.org stellte Benutzer, deren ISPs nicht bereit waren, Retracker offiziell zu installieren, nicht zufrieden. Daher wurde als Alternative zu "offiziellen Provider"-Retrackern im September 2008, ebenfalls im Netzwerk von Corbina Telecom in Sankt Petersburg, von Benutzern dieses Netzwerks ein System lokaler Retracker (Re-Tracker.ru), erstellt von einer Initiativgruppe bekannt unter den Nicknames FreeM@N (Dmitri) und Shift (Stanislaw) gestartet. Ab Oktober 2008 nahm ein ähnliches System im Moskauer Netzwerk von Corbina Telecom den Betrieb auf und deckte fast das gesamte lokale Netzwerk der Stadt ab.
Anschließend gab die Administration des rutracker.org-Trackers die Praxis auf, individuelle Retracker-Adressen basierend auf dem IP-Bereich des Clients hinzuzufügen. Stattdessen wird die Adresse retracker.local zu allen Torrents hinzugefügt (somit können willige ISPs diese Adresse über ihre DNS-Server auf ihren Retracker umleiten).
Die Adresse retracker.local wird nicht in allen lokalen Netzwerken unterstützt und funktioniert außerdem nicht, wenn der Benutzer andere DNS-Server als die seines ISPs verwendet. Daher bleibt das Problem der Erstellung benutzerbetriebener Retracker in lokalen Netzwerken relevant.

## System lokaler (benutzerbetriebener) Retracker
Das System der lokalen Retracker funktioniert wie folgt: Eine vom Benutzer heruntergeladene .torrent-Datei wird vom Programm Torrent Patcher (hypothetischer Name, da kein spezifischer deutscher Artikel existiert) abgefangen, woraufhin die modifizierte Datei an einen Torrent-Client wie µTorrent übergeben wird. Während des Patchens werden Listen von Retrackern hinzugefügt. Das Programm unterstützt auch eine "sichere" Methode zum Hinzufügen von Retrackern über einen Magnet-Link (funktioniert nur mit µTorrent Version 1.8.1 und höher).
Danach stellt der Torrent-Client Anfragen an die Tracker und an die lokalen Retracker. Nach einer Anfrage an einen lokalen Retracker erhält er eine Liste lokaler Peers, was den Datentransfer über das BitTorrent-Protokoll mit der Geschwindigkeit des lokalen Netzwerks des ISPs ermöglicht.
Die lokalen Retracker selbst werden in der Regel von enthusiastischen Benutzern eingerichtet.
Wenn das Netzwerk, in dem ein lokaler Retracker installiert ist, eine doppelte Adressierung verwendet (d. h. ein Abonnent erhält zwei IP-Adressen – eine öffentliche und eine interne Netzwerkadresse), muss der Retracker auf der Netzwerkschnittstelle mit der internen Netzwerkadresse betrieben werden. Andernfalls müsste jeder Retracker-Benutzer eine statische Route konfigurieren, sodass der Verkehr zum Retracker über die lokale Schnittstelle läuft – andernfalls würden die Vorteile des Retrackers zunichtegemacht.

### Vorteile
Vorteile der Erstellung von Retrackern auf Abonnentencomputern (im Gegensatz zu Retrackern, die auf der Plattform des ISPs installiert sind):
- Unabhängigkeit sowohl von Tracker-Administrationen als auch von ISP-Administrationen. Folglich:
  - Möglichkeit, die Vorteile von Retrackern in Netzwerken zu nutzen, in denen offizielle Retracker fehlen.
  - Möglichkeit für Retracker, mit beliebigen Internet-Trackern zu arbeiten (nicht nur mit denen, mit denen der ISP eine "Vereinbarung" trifft).

### Nachteile
Nachteile dieses Ansatzes:
- Benutzer sind gezwungen, Retracker-Adressen manuell zu Torrents hinzuzufügen oder spezialisierte Torrent-Patcher zu installieren.
- Im Falle eines gleichzeitigen Ausfalls aller benutzerbetriebenen Retracker (was natürlich höchst unwahrscheinlich ist) wird das System nicht mehr funktionieren, und die BitTorrent-Clients der Abonnenten werden sinnlosen Datenverkehr erzeugen.

## Unterstützung für Retracker über die Adresse retracker.local
Die ursprüngliche Implementierung der Retracker-Idee wurde am 10. März 2009 auf der Website nag.ru veröffentlicht. Die Essenz besteht darin, entweder auf Seiten der Tracker oder auf Seiten der BitTorrent-Clients automatisch eine Adresse wie http://retracker.local/ zu allen Torrents hinzuzufügen. Somit kann jeder ISP über die Einstellungen seiner DNS-Server selbst die Adresse seines Retracker-Servers angeben (und wenn der ISP keinen Retracker-Server hat, können benutzerbetriebene Retracker durch Bearbeiten der Hosts-Datei verwendet werden). Seit dem 18. September 2009 fügt der populäre Tracker rutracker.org http://retracker.local zu Torrents für russische IP-Adressen hinzu.

### Vorteile
- In den meisten Fällen müssen Benutzer keine zusätzlichen Aktionen durchführen, spezielle Einstellungen anwenden oder zusätzliche Programme installieren.
- Tracker müssen keine IP-Bereichsdatenbanken pflegen oder Ressourcen für die Verarbeitung von Torrents aufwenden.
- Keine Probleme, wenn ein ISP seine externen Adressen ändert (es genügt, den DNS-Eintrag für retracker.local zu ändern).

### Nachteile
- Die Verwendung der .local-TLD steht im Konflikt mit Zeroconf-Diensten – mDNS (z. B. Avahi), was die standardmäßige Verwendung der Adresse retracker.local unter OS X, Linux und ähnlichen Betriebssystemen unmöglich macht[12] und dem Draft RFC "Multicast DNS" widerspricht[13].
- Wenn ein Abonnent DNS-Server von Drittanbietern (OpenDNS, Google Public DNS usw.) anstelle der DNS-Server des ISPs verwendet, muss er die IP-Adresse des Retrackers manuell in seiner Hosts-Datei angeben. Dies garantiert jedoch nicht die ständige Funktionsfähigkeit des Retrackers aufgrund möglicher Änderungen der IP-Adresse von retracker.local durch den ISP. Auch machen solche Manipulationen an der Hosts-Datei auf einem mobilen Computer die Nutzung des Retrackers beim Verbinden mit anderen Netzwerken unmöglich.

## Andere Lösungen für den lokalen BitTorrent-Datenverkehrsaustausch

### BEP 22
Auf bittorrent.org wurde ein Vorschlag für eine BitTorrent-Protokollerweiterung zur automatischen Erkennung lokaler Tracker veröffentlicht. Der populäre BitTorrent-Client µTorrent unterstützt diese Protokollerweiterung durch Aktivieren der Option isp.bep22 im Abschnitt "Erweitert" des Einstellungsfensters. In der neuesten Version vom 14. Oktober 2011 (Version 3.0.25756) ist diese Option standardmäßig aktiviert.

### Lösung des ISPs Ozerki.net
Der Sankt Petersburger ISP Ozerki.net (später von Summa Telecom als Teil des Betreibers Severen-Telecom|Severen-Home übernommen, der unter der Marke Tsifra auftrat) verwendete seine eigene Technologie zum Hinzufügen einer Retracker-Adresse zu .torrent-Dateien. Laut einer Mitteilung eines Netzwerkadministrators wurde der Verkehr von Torrent-Trackern mithilfe der Firewall iptables auf einen Proxyserver umgeleitet, der auf squid basierte und seinerseits alle von Benutzern heruntergeladenen .torrent-Dateien mit einem Patcher-Programm verarbeitete.

### Lösung des ISPs SmartHome
Am 13. November 2009 kündigte der Sankt Petersburger ISP SmartHome den Start seiner Implementierung zum Abfangen und Hinzufügen einer Retracker-Adresse an und veröffentlichte eine vollständige Beschreibung der Technologie im nag.ru-Forum und kündigte außerdem die Unterstützung für die Erweiterung isp.bep22 in seinem lokalen Netzwerk an.

### Local Peer Discovery
Die Funktion "Local Peer Discovery", die im BitTorrent-Client µTorrent seit Version 1.7 Build 1065 (veröffentlicht am 5. April 2007) vorhanden ist, bietet ähnliche Möglichkeiten wie die Verwendung von Retrackern. Da diese Funktion Multicast-Pakete verwendet, die von den meisten ISPs zum Schutz vor Virenepidemien blockiert werden, ist ihre Anwendung auf kleine lokale Netzwerke beschränkt, die aus einem einzigen Segment bestehen.

### IPv6
Der Übergang zu IPv6 löst das Problem der Konnektivität lokaler Adressen, da die Anzahl möglicher IPv6-Adressen so groß ist, dass sie im Prinzip die Notwendigkeit lokaler IP-Adressen eliminiert. Allerdings unterstützt derzeit nicht jede Software (sowohl client- als auch serverseitig) IPv6. Als Übergangslösung können Tunnelprotokolle wie Teredo verwendet werden. Ab Windows Vista ist die Teredo-Unterstützung standardmäßig im Betriebssystem aktiviert. Für frühere Versionen bietet der µTorrent-Client für Windows OS die Möglichkeit, Teredo automatisch über das Einstellungsmenü zu installieren.

## Interessante Fakten
- Der populäre BitTorrent-Client µTorrent verfügt über einen integrierten anonymen Tracker, der als Retracker verwendet werden kann. Er kann im Menü "Einstellungen" unter "Erweitert" aktiviert werden, indem "bt.enable_tracker" auf true gesetzt wird. Die Tracker-Adresse lautet dann http://deine_IP:µTorrent_Port/announce